# Гвадалупе Лагунас (Сан Андрес Лагунас)
Гвадалупе Лагунас (шп. Guadalupe Lagunas) насеље је у Мексику у савезној држави Оахака у општини Сан Андрес Лагунас. Насеље се налази на надморској висини од 2400 м.

## Становништво
Према подацима из 2005. године у насељу је живео 1 становник.

### Хронологија
| Година       | 2000      | 2005 |
| ------------ | --------- | ---- |
| Становништво | 4 (1 / 3) | 1    |

### Попис
| # | Индикатор                        | Вредност |
| - | -------------------------------- | -------- |
| 1 | Укупно појединачних домаћинстава | 1        |